# Hoffmannseggia minor
Hoffmannseggia minor là một loài thực vật có hoa trong họ Đậu. Loài này được (Phil.) Ulibarri miêu tả khoa học đầu tiên.